# Attentat de Homs du 29 avril 2014
Pour les articles homonymes, voir attentat de Homs.
L'attentat de Homs du 29 avril 2014 a lieu lors de la guerre civile syrienne.

## Déroulement
Le 29 avril 2014, deux explosions frappent le secteur d'Al-Abbassiya du quartier à majorité alaouite de Zahra, dans la ville de Homs. Selon le gouverneur de la province de Homs, la première explosion est provoquée par un véhicule piégé et la seconde par un tir de roquette, mais le Front al-Nosra, qui revendique l'attaque, affirme que les attentats ont été menés par deux kamikazes, chacun au volant d'une voiture piégée,,,.

## Revendication
Le Front al-Nosra revendique les attentats et affirme dans un communiqué avoir fait exploser deux voitures « pour faire le maximum de morts parmi les shabiha » et précise en référence aux bombardements du régime syrien : « C’est pour qu’ils connaissent un peu de l’enfer que nos frères ont connu ».

## Bilan humain
Le jour même de l'attentat, le gouverneur de la région de Homs affirme que les explosions ont fait au moins 45 morts et 85 blessés. L'Observatoire syrien des droits de l'homme donne le même jour un bilan de 51 morts et 70 blessés, qu'il revoit à la hausse le lendemain en affirmant que les attentats ont fait plus de 100 morts, dont 80 civils, et plusieurs dizaines de blessés. 

## Réactions
Les attentats sont condamnés par l'ONU.